# 1080
سنة 1080 كانت سنة كبيسة تبدأ يوم الأربعاء (الرابط يظهر نموذج التقويم الكامل للسنة) من التقويم اليولياني.

## مواليد
- ابن تومرت
- أبو حامد الغرناطي، رحالة وكاتب أندلسي ولد في غرناطة.
- تيريزا, الكونتيسة البرتغال الابنة غير الشرعية لألفونسو السادس ملك قشتالة (ماتت 1130)

## وفيات
- وليام هوتفيل.